# Habitat japonais

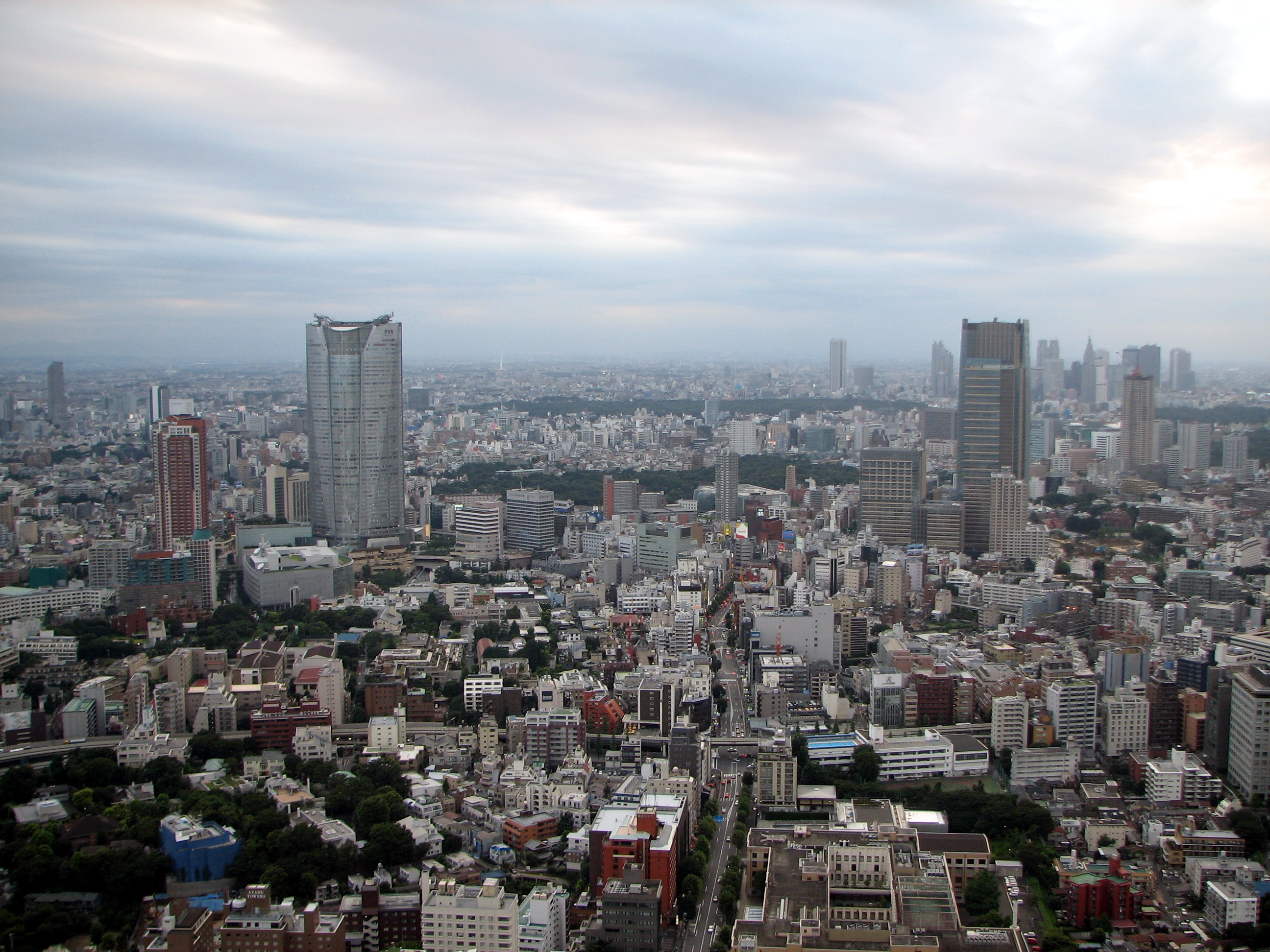
Vue de Tokyo.

 (janvier 2020).
L'habitat japonais a conservé certains éléments traditionnels japonais : maisons en bois, pièces en tatami (washitsu), parois en papier (shōji), vestibules (genkan), qui sont souvent mélangés aux éléments plus modernes : immeubles en béton armé et constructions aux normes parasismiques.

## Histoire
Pour répondre à la pénurie de logements de l’après-guerre puis à la croissance démographique lors de la période de forte croissance économique, le Japon a encouragé ses habitants à devenir propriétaires de leur logement. Il s'est alors développé une offre de logements individuels de qualité moyenne, à reconstruire tous les 25 ou 30 ans.
De 1970 à 1985, les prix de l'immobilier à Tokyo sont montés un peu plus vite que l'inflation. À partir de 1985, lors de la bulle spéculative japonaise, les prix augmentent environ cinq fois plus vite que l'inflation.
En 1990, la bulle éclate et les prix des terrains sont en moyenne divisés par quatre (– 75 %) jusqu'en 2004. La construction de logements est dans le même temps encouragée par une fiscalité avantageuse.
À cause de la politique d'après-guerre, les maisons anciennes ne représentent en 2013 qu’environ 10 % des transactions immobilières de logement. Avec la décroissance démographique, le Japon compte la même année 8,2 millions de maisons vacantes, soit 13,5 % des maisons individuelles, le taux le plus élevé jamais enregistré.

## Types d'habitat

### Apāto
Un apāto (アパート), abréviation de apātomento (アパートメント, de l'anglais apartment), est un appartement dans une structure en bois qui présente en général deux étages, construit avec des murs assez fins. Certains apāto ont des parties communes (toilettes, salle de bain, cuisine). D'autres n'ont pas de salle de bain, et les locataires peuvent alors aller au sentō. Ce type d'habitat se rencontrait déjà à l'époque d'Edo, avec les nagayas.
Les gaijin house, littéralement pour les gaijin (étrangers), sont en réalité souvent occupés par des Japonais.

### Manshon
Un appartement en manshon (マンション, de l'anglais mansion) est construit plus solidement qu'un apāto avec du béton armé dans un immeuble de plusieurs étages. Les appartements de ce type sont en général plus grands et de meilleure qualité que les apāto.

### Maison individuelle
Au Japon, les maisons individuelles (一戸建て, ikkodate) ou ikken'ya (一軒家) sont pour la plupart construites avec une ossature en bois[réf. souhaitée]. Elles sont construites pour durer environ 30 ans.
Le prix d'achat moyen d'une maison neuve en 2021 était de 43,3 millions de yens (306 000 euros) dans le Grand Tokyo, 60,6 millions (430 000 euros) dans les 23 arrondissements spéciaux de Tokyo (montants les plus hauts depuis 2014). L'emprunt immobilier moyen en 2021 était de 40,8 millions de yens (290 000 euros) dans le Grand Tokyo (le plus haut depuis 2014 également).

### Habitat traditionnel
Les minka (民家, litt. « maison du peuple ») sont les résidences traditionnelles. On peut les diviser en deux catégories : les nōka (農家, lit. « fermes ») et les machiya (町屋, lit. « maison des bourgs »).

### Sans abris
Le nombre de sans domicile fixe au Japon a fortement augmenté au Japon depuis les années 1990 et la décennie perdue ayant suivi l'éclatement de la bulle spéculative japonaise. En 2003, lors de la première étude, le Japon avait officiellement 25 296 sans-abris. Le nombre est en diminution depuis. En janvier 2009, le Japon n'avait officiellement plus que 15 759 sans-abri. La préfecture d'Ōsaka a le plus de sans-abri : 4 302, suivi par Tōkyō avec 3 428, Kanagawa avec 1 804 et Fukuoka avec 1 237. En 2014, le Japon ne comptabilisait plus que 7 508 sans-abri, et seulement 3 992 en 2020. Ce progrès serait dû à la promulgation en 2002 de la loi d’aide à l’autosuffisance des personnes sans abri.
Il n'y avait en 2009 que 800 places d'accueil à Tokyo, auxquelles sont ajoutés vingt-cinq lits d'urgence en hiver. Tokyo a lancé en 2004 une politique de réinsertion en proposant aux SDF de les placer pendant deux ans dans des logements à 3 000 yens par mois (environ 20 euros), pris en charge quasi totalement. Ayant une adresse, les anciens sans-abri peuvent chercher et trouver un emploi stable : ils sont 1 800 à avoir profité de ce programme en 2009.

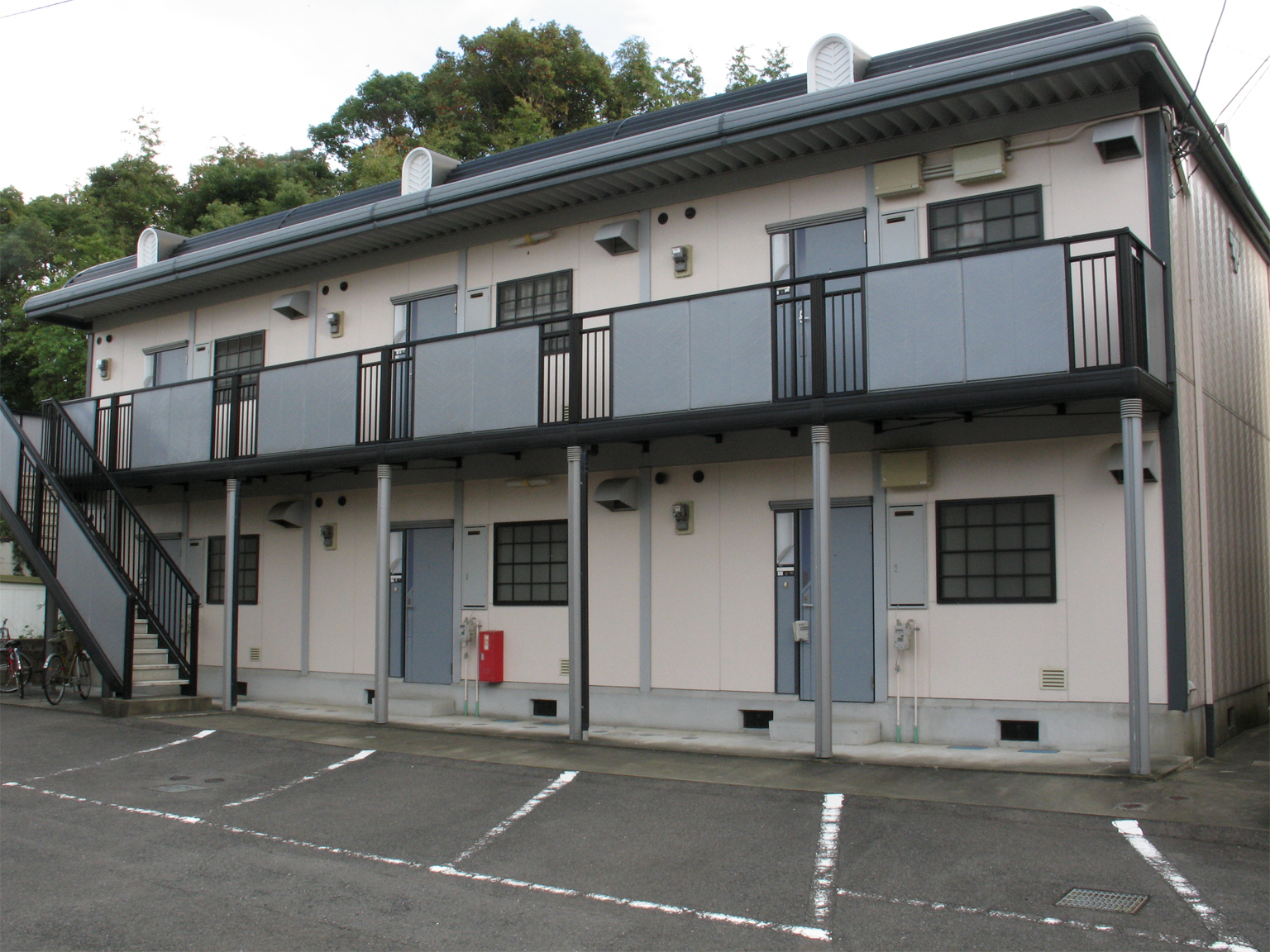
Un apāto.
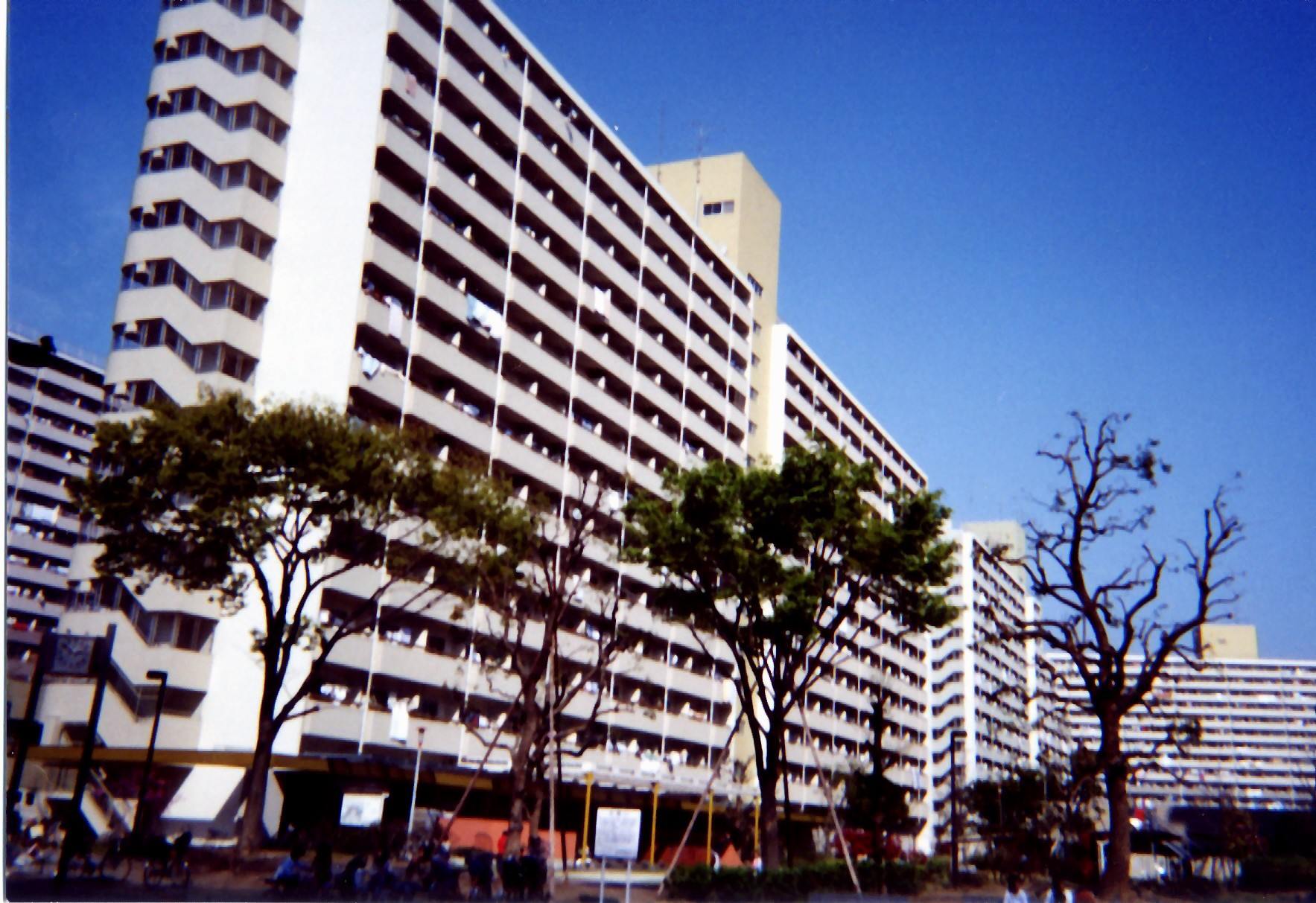
Une manshon.
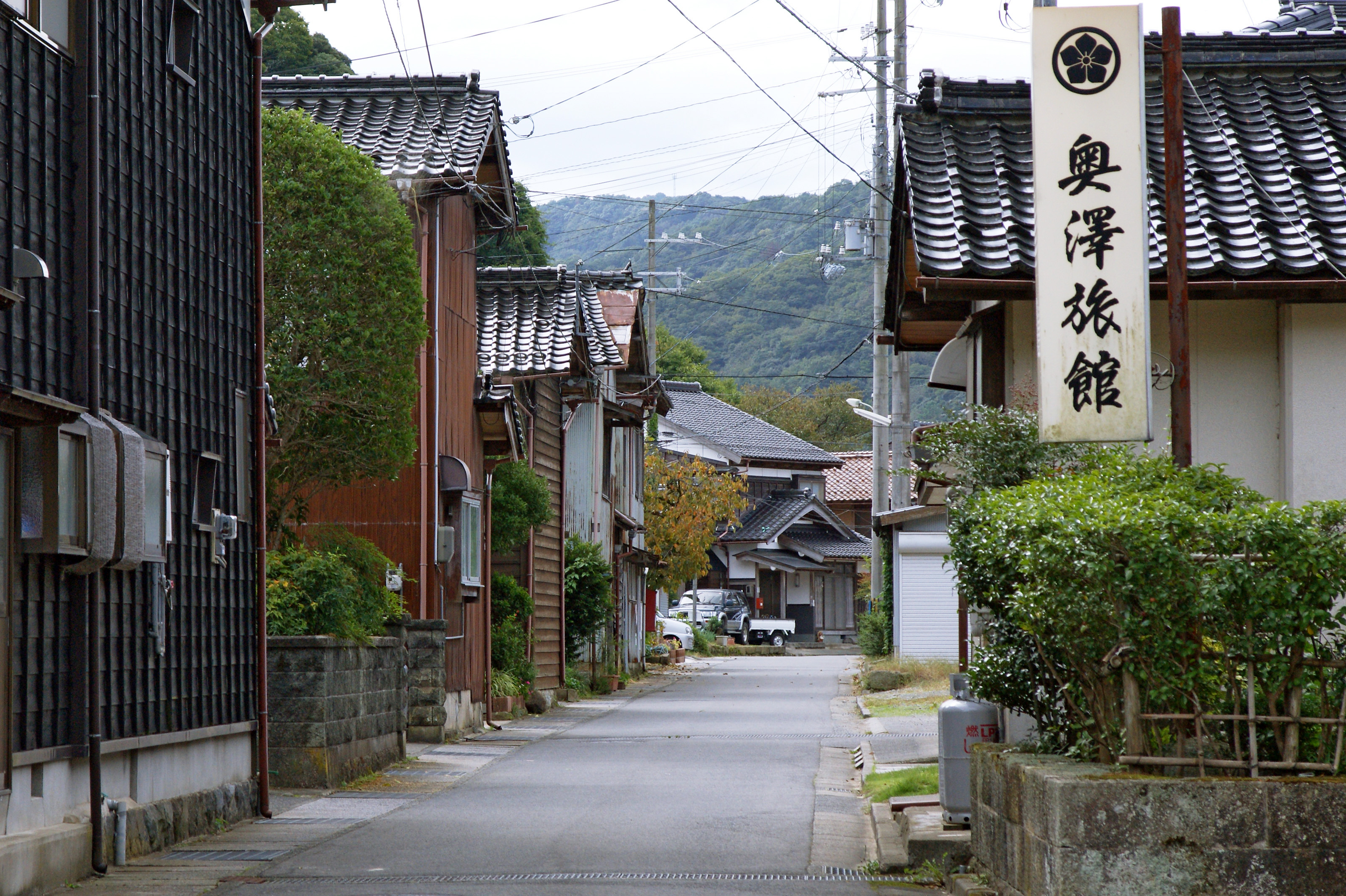
Rue de maisons individuelles.
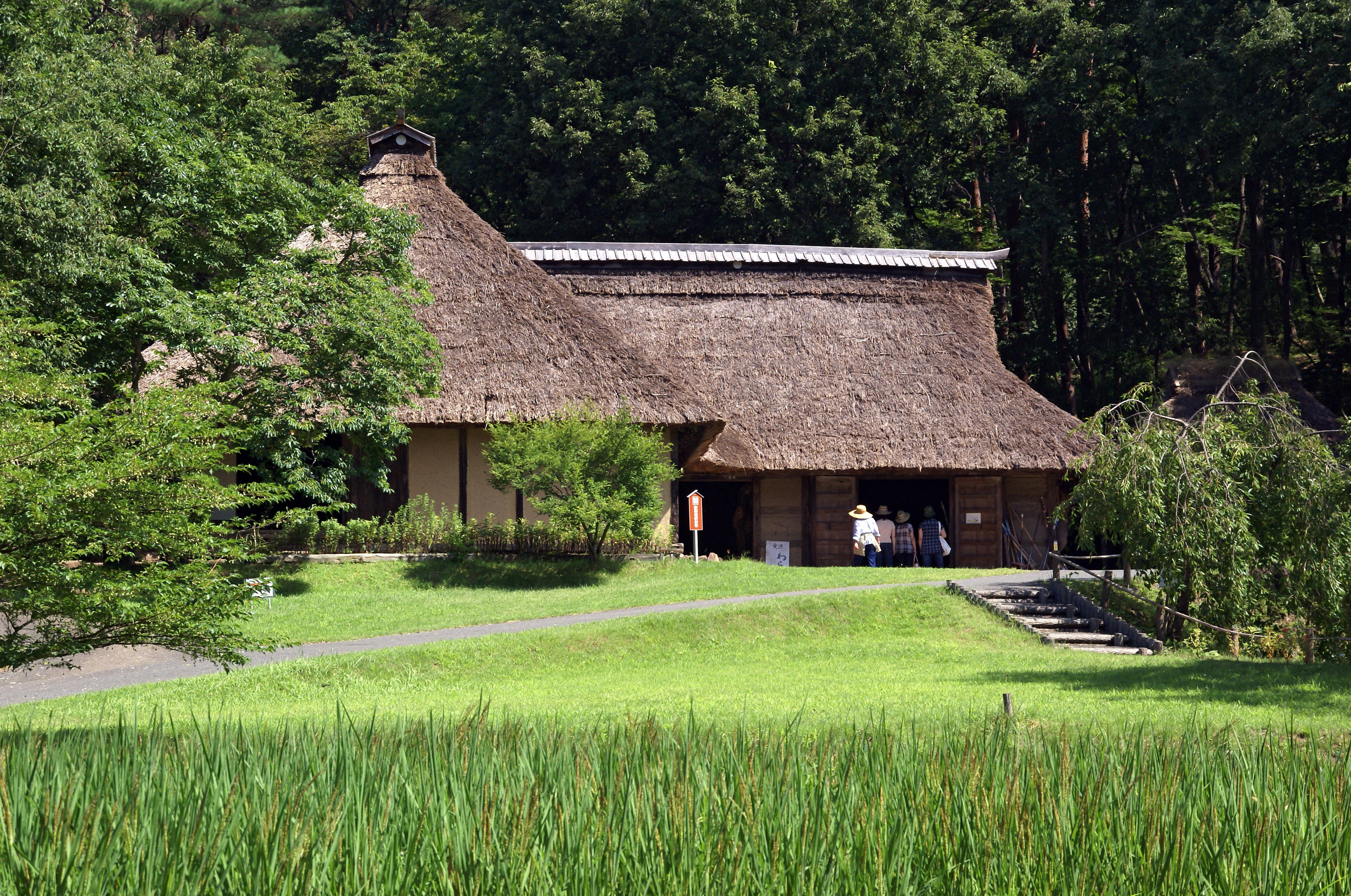
Nōka.
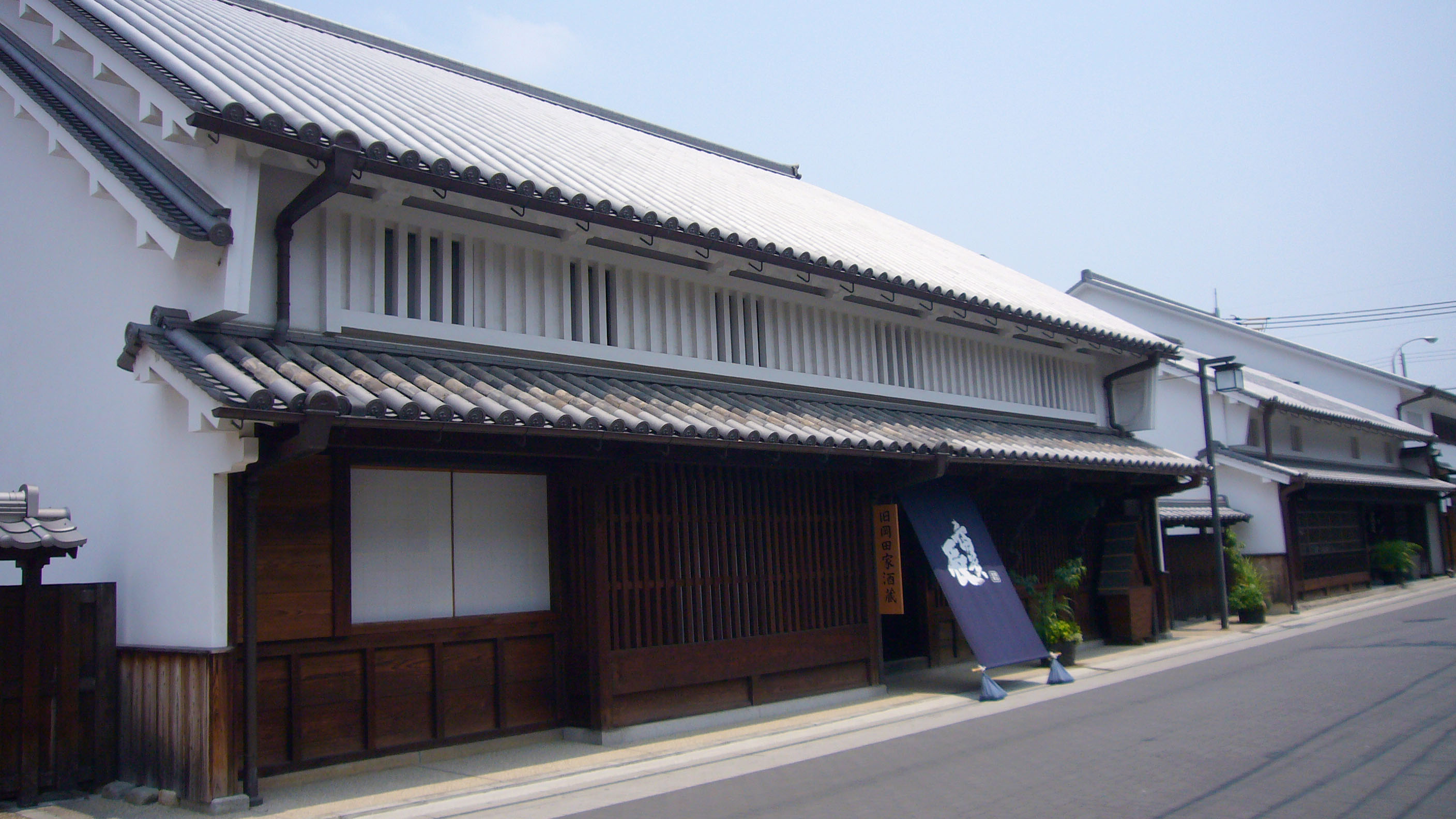
Machiya.
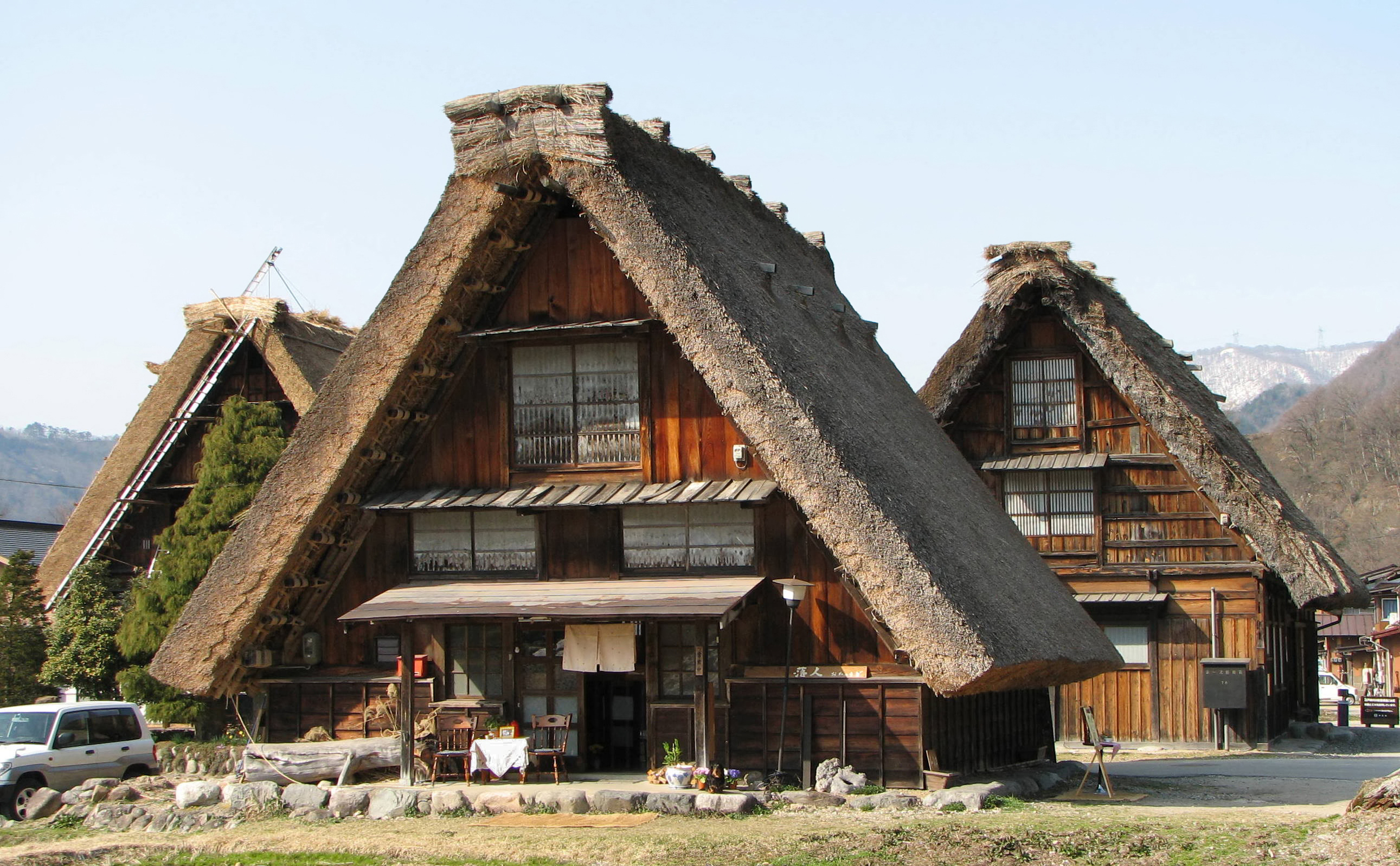
Maison de style gassho-zukuri, village de Ogimachi, Shirakawa-go.
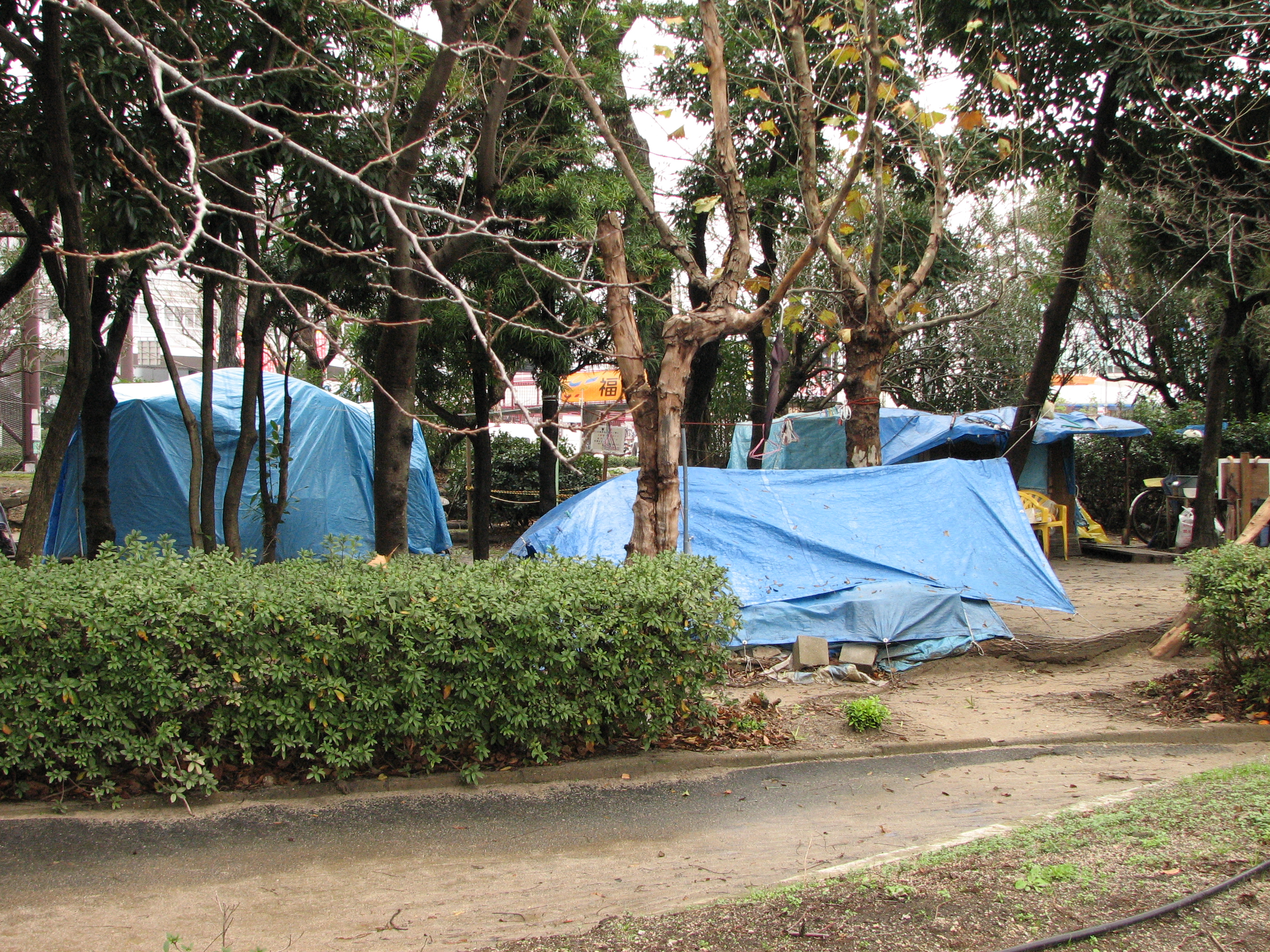
Des sans-abri à Fukuoka.

## Intérieur

### Genkan
Le genkan est le vestibule, que l'on retrouve également à l'entrée des temples bouddhistes japonais, et où l'on retire ses chaussures avant d'entrer dans le logement.

### Washitsu
Les washitsu sont des pièces de style japonais en tatami. Dans le style shoin (shoin-zukuri) qui se constitue à l'époque de Muromachi et qui constitue la base des maisons de style traditionnel du Japon moderne, les cloisons donnant sur l'extérieur sont constituées d'un bâti de bois tendu d'un papier translucide (shoji). Elles sont doublées de cloisons amovibles en bois (amado) afin de les protéger des intempéries et de fermer plus efficacement la maison. Les cloisons intérieures sont recouvertes de papier opaque, fusuma, qui peuvent recevoir un décor peint sur papier washi parfois recouvert d'or dans les demeures les plus luxueuses. Les cloisons constituent des ouvertures coulissantes, et peuvent donc servir de mur ou de porte. Les pièces en tatami ont aussi fréquemment un tokonoma (床の間, alcôve décorative) qui ajoute un espace formel de décoration. On trouvait également autrefois des paravents, appelés byōbu. On peut y trouver un kotatsu (table basse chauffante), autour duquel on s'assoit sur des zabuton (coussins). Pour dormir, on déplace le kotatsu afin de pouvoir étaler les futons qui sont rangés dans les oshiire, placards à porte coulissante.

### Cuisine
Le terme de daidokoro (台所, lit. cuisine) désigne la pièce où l'on prépare les repas dans une maison traditionnelle japonaise. Jusqu'à l'ère Meiji, la cuisine était aussi désignée par le terme kamado (かまど, lit. poêle de chauffage) qui était considéré comme le symbole du foyer au Japon. D'abord situées en dehors des foyers et organisées autour d'un âtre, les cuisines ont été intégrées au foyer principal avec l'adoption de l'architecture shoin-zukuri durant la période Kamakura. Elles étaient souvent situées au nord pour permettre une meilleure conservation des aliments ; l'apparition d'un point d'eau est tardive, durant la période Muromachi.
Si les cuisines traditionnelles se distinguaient des cuisines occidentales, elles sont de nos jours assez similaires, les principales différences concernant les équipements présents.

### Salle de bain
La salle de bain typique japonaise est composée de deux pièces. Une pièce permet de se déshabiller et est souvent pourvue d'un lavabo. L'autre pièce comprend une baignoire profonde appelée o-furo (お風呂). Les Japonais se lavent et se rincent en dehors de la baignoire qui peut ainsi rester propre plusieurs jours. L'eau est réchauffée avant chaque utilisation souvent à une température élevée.

### Toilettes
Les toilettes japonaises sont toujours séparées de la salle de bain. Le modèle traditionnel consiste en de simples toilettes au-dessus desquelles on s'accroupit (sorte de toilettes turques inversées) ; il reste fréquent dans les toilettes publiques. Après la Seconde Guerre mondiale, le modèle moderne occidental des toilettes à chasse d'eau et des urinoirs a commencé à apparaître. Plus récemment sont apparues les toilettes à bidet, qui en 2004 étaient installées dans plus de la moitié des foyers japonais,,.

## Équipement

### Chauffage et climatisation
La plupart des habitations au Japon n'ont pas de chauffage central. En hiver, le chauffage est souvent assuré par des chauffages individuels à l'électricité, au gaz ou au pétrole. Des climatiseurs qui assurent la climatisation en été peuvent aussi chauffer en hiver. Certains logements ont également des tables chauffantes (kotatsu).

### Cuisine

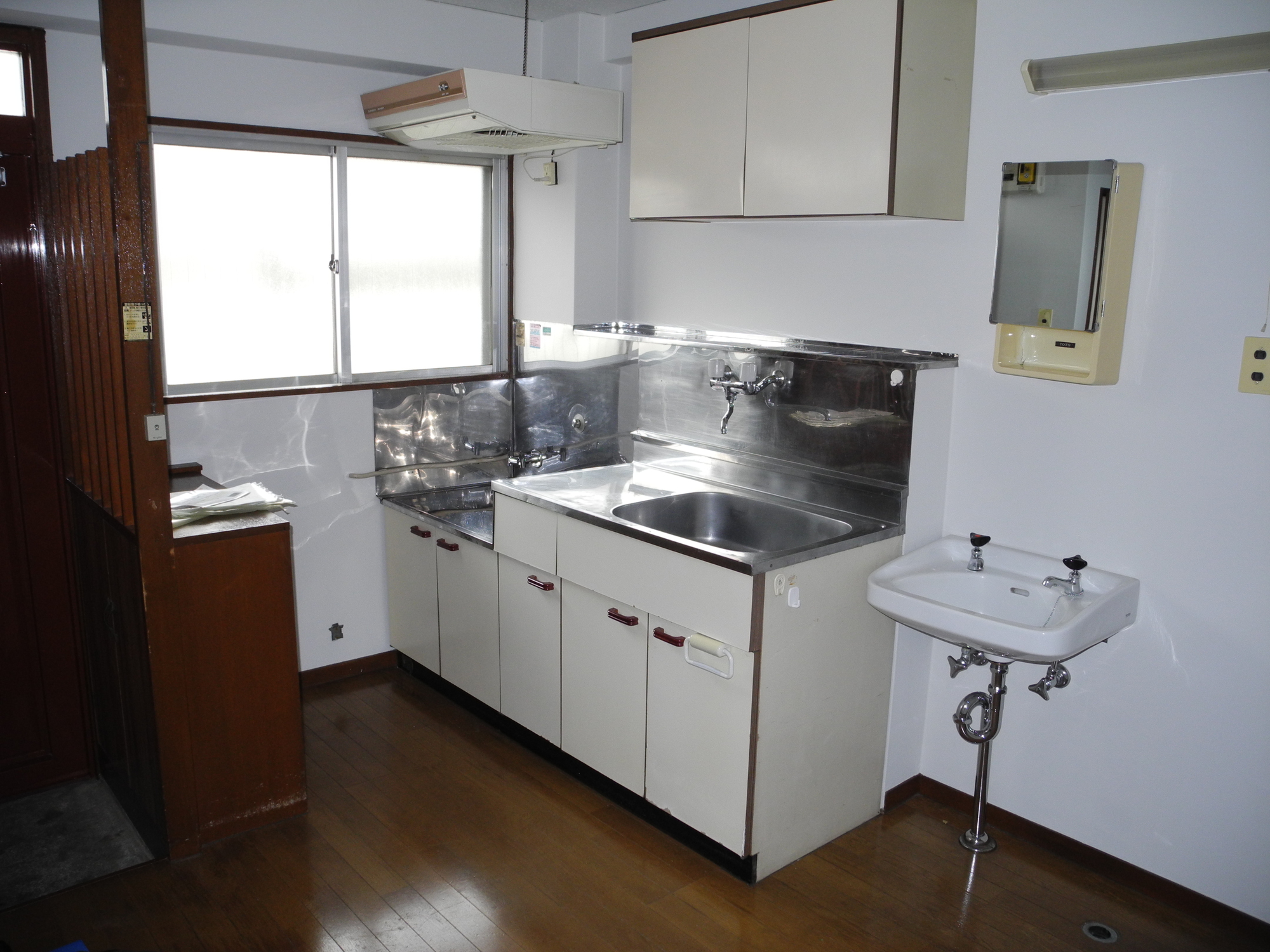
Une cuisine japonaise moderne à Tokyo.

De nos jours, les équipements les plus courants dans les cuisines japonaises sont : 
- un plan de travail, habituellement en marbre synthétique. Le bois ou la pierre naturelle peuvent être utilisés pour les cuisines haut de gamme ; l'acier inoxydable est utilisé pour les cuisines bas de gamme ;
- un grand évier ;
- des placards ;
- réfrigérateur et congélateur : dans les petites cuisines des appartements, ce sont souvent des modèles table top. Dans les grandes cuisines, les grands réfrigérateurs sont monnaie courante ;
- plaques de cuisson, généralement à gaz ou induction : si, dans les petits appartements, on trouve souvent un ou deux brûleurs, on trouve le plus souvent trois ou quatre brûleurs, souvent accompagnés d'un grill en dessous pour les poissons ou les légumes. Généralement, dans les appartements les plus modestes, les plaques ne sont pas intégrées mais sont plutôt un appareil séparé, rattaché au gaz ou à l'électricité ;
- un cuiseur à riz est un équipement très répandu ;
- une bouilloire, utilisée pour faire du thé, ou encore des rāmen instantanés ;
- un petit four électrique, équivalent au grille-pain français sous forme de four ;
- four micro-ondes ou un combiné convection/micro-onde ;
- une hotte.

L'absence de lave-vaisselle et de grand four sont les autres éléments notables, même si on peut en trouver dans les maisons les plus aisées.
On se sert parfois de l'irori (foyer traditionnel), pour la cuisson.

### Électricité et éclairage

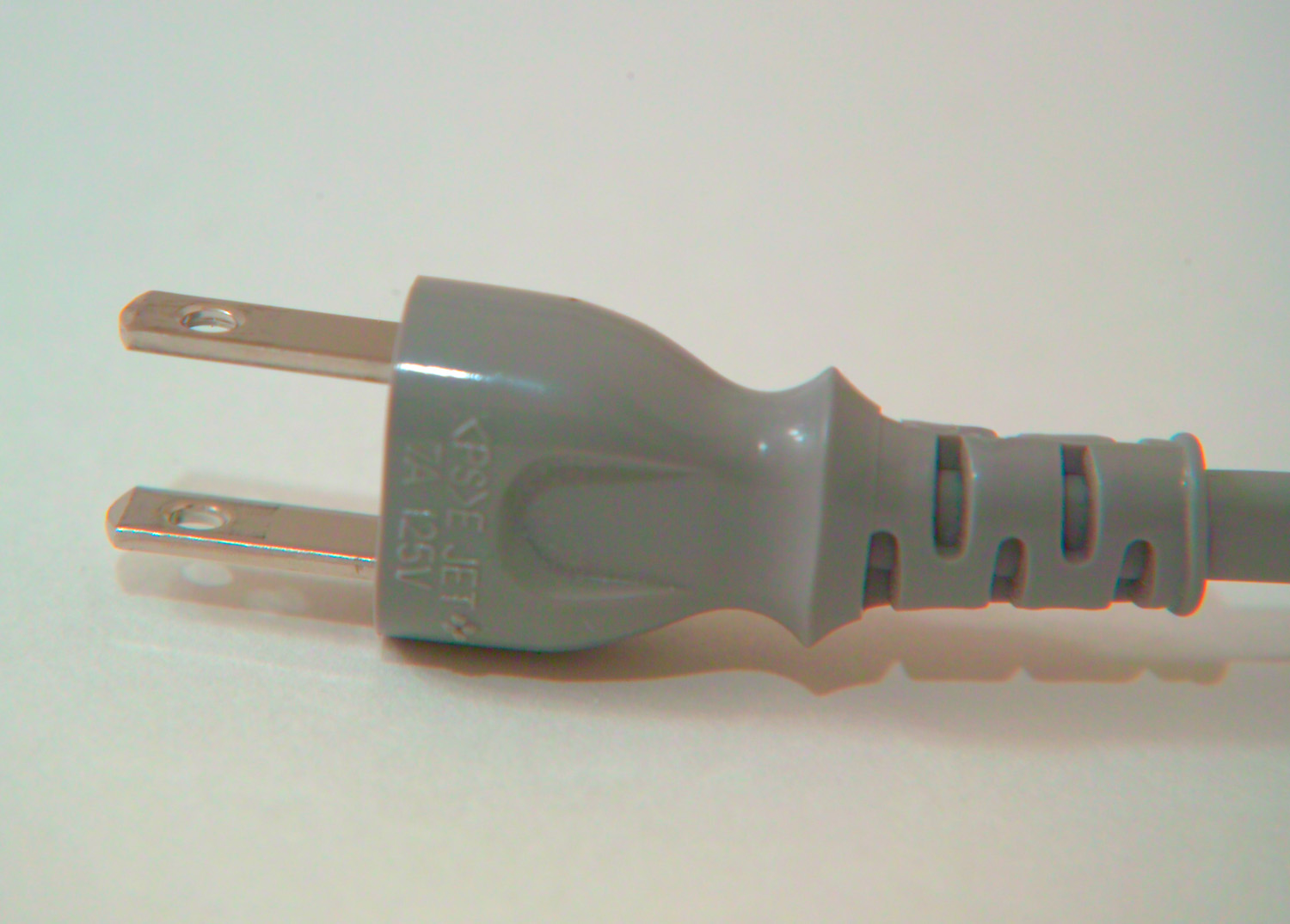
Prise électrique japonaise.

Au Japon, la tension est de 100 volts ; la fréquence est de 50 hertz à l'est (comprenant Tōkyō, Yokohama, le Tohoku, et Hokkaidō) et de 60 hertz à l'ouest (comprenant Nagoya, Ōsaka, Kyōto, Hiroshima, Shikoku et Kyūshū).

## Construction parasismique
Lors du séisme de 2018 d'Osaka, deux victimes sont mortes à la suite de l'effondrement d'un mur dans la préfecture d'Ōsaka. Des vérifications d'urgence sont menées dans différentes municipalités de la préfecture, et des murs en béton enfreignant les normes de construction sont découverts. Dans la ville de Toyonaka, 66 des 85 écoles de la ville, soit 80 % d'entre elles, ont des murs qui ne respectent pas les normes de construction.